# Parasmittina recidiva
Parasmittina recidiva är en mossdjursart som beskrevs av Hayward 1988. Parasmittina recidiva ingår i släktet Parasmittina och familjen Smittinidae. Inga underarter finns listade i Catalogue of Life.